# Вотервил (Канзас)
Вотервил (енгл. Waterville) град је у америчкој савезној држави Канзас.

## Демографија
По попису из 2010. године број становника је 680, што је 1 (-0,1%) становника мање него 2000. године.
| Група             | 2000.       | 2010.       |
| Белци             | 661 (97,1%) | 655 (96,3%) |
| Афроамериканци    | 0 (0,0%)    | 2 (0,3%)    |
| Азијати           | 2 (0,3%)    | 0 (0,0%)    |
| Хиспаноамериканци | 8 (1,2%)    | 15 (2,2%)   |
| Укупно            | 681         | 680         |